# Поэзия майя
Поэ́зия ма́йя — составляющая литературы майя, литературные произведения поэтической формы, оставленные мезоамериканской цивилизацией майя. Из-за агрессивной политики испанских конкистадоров и католической церкви осталось лишь два образца поэзии майя. Долгое время единственным источником поэзии майя была «Песнь ица», вплоть до обнаружения «Песен из Ц’итбальче», которые пролили свет на многие традиции майя. Сборник содержит стихотворения различного характера, что показывает разножанровость поэзии майя.

## Традиции поэзии ацтеков и их влияние на майя
Ацтеки в исследованный период поэзии майя (начало II тыс. н. э., после кризиса у майя) доминировали на полуострове Юкатан. Светская и религиозная поэзия вообще была традиционной для племён Центральной Америки.
С языка ацтеков термин «поэт» (ацт. cuicani) переводится как «певец», то есть стихотворения часто исполнялись как песни. Большая часть этих произведений написана трохаическим тетраметром. Поэзию Древней Мексики можно условно разделить на несколько жанров:
- Военные песни — в них рассказывалось о славных походах, судьбе воинов, известных сражениях и т. п.;
- Поэмы о весне — авторы песен призывали весну и повествовали о её красе;
- Философская лирика — стихотворения на тему краткости жизни и переменчивости человеческой судьбы;
- Любовная лирика — о чувствах, которые возникали у людей, о жизни и судьбах влюблённых и т. п.

Стоит заметить, что многие авторы-ацтеки не скрывали своих имён, и они известны.
Многие соседние племена перенимали традиции ацтеков. На майя они оказали слабое влияние.

## Поэзия майя

### «Песнь ица»
Несмотря на тенденцию к написанию поэзии среди племён Мезоамерики, исследователи долго не могли обнаружить подобные произведения у цивилизации майя. Была известна лишь эпическая «Песнь ица» из книги «Чилам-Балам из Чумайеля». Однако и она дошла до нас в искажённом виде из-за неграмотности в данной области переписчика XVIII века. С трудностями столкнулись и переводчики литературы майя — они не знали язык в должной мере. Текст «Песни» содержит тольтекизмы — традиционное явление того времени.
«Песнь ица» сложили представители племени ица во время похода на город Чаканпутун. Она была призвана воодушевлять воинов, «спутников владыки Мискита». Автор заявляет, что он был свидетелем штурма и занятия Чичен-Ицы войсками коалиции Майяпана, Ицамаля и Ушмаля. Начинается всё с битвы у города Чикин-Чеена. В ходе сражения был пленён верховный жрец Хапай-Кан, впоследствии казнённый в Ушмале. Спустя 222 дня вражеское войско подошло к Чичен-Ице и взяло его под свой контроль, выбив оттуда войска соперника. На следующий день (3 Кан), на пире в честь великой победы, в жертву богам принесли пленных врагов. В песне воспета гибель одного из них.

### Католическая агрессия
Хотя источники XVI—XVII веков и упоминают, что у майя были «песни, сложенные определенным размером и имевшие как эпический, так и лирический характер», ни одна из них не сохранилась до нашего времени. Причина этого проста — католическая церковь видела в доиспанской культуре Мезоамерики и, соответственно, в песнях некое идеологическое оружие и поэтому всяческими методами боролась с этим. В этой связи нельзя не упомянуть указ 1555 года, который гласит, что «индейцы не должны петь упомянутые песни о своих обрядах или древних историях, пока эти песни не будут исследованы духовенством или людьми, хорошо знающими язык. Служители Евангелия должны смотреть, чтобы в таких песнях не содержалось бы ничего мирского». Из-за подобной позиции много произведений искусства майя было утеряно безвозвратно.

### «Песни из Ц’итбальче»
Однако оказалось, что католики, вопреки своим планам, не смогли уничтожить культуру майя полностью. Специалист по языку майя А. Баррера Васкес в 1965 году опубликовал тетрадь из селения Ц’итбальче, составленную в 1440 году, в которой можно найти большое количество поэзии майя. Сборник, а также некоторые песни из него, составил Ах-Бам, потомок ах-кулеля (слово, значениями которого являются «посредник», «церемониймейстер», «наблюдатель») Ц’итбальче. Название тетради — «Книга танцев древних людей, которые исполнялись здесь, в селениях, до прихода белых».
Сборник содержит 15 произведений разнообразного содержания — от культовых песен, предназначенных для исполнения во время конкретных ритуалов, до лирических. Песня № 4 — это песня, которую исполняли девушки во время брачной церемонии. В ней упомянуты ранее неизвестные женщины-божества майя — Сухуй-Каак, Ш’кам-Ле-Ооч, Шах-Соот. Песни под номерами 7, 14 и 15 — лирические любовные песни, содержат поэтические образы:
Чиста и белым-бела твоя одежда, девушка!

Приди и порадуй нас своим смехом,

Пусть будет нежным твое сердце,

Ведь сейчас время радости для всех людей,

Заботящихся о тебе!
Песнь № 15. Без названия
Автор стремился передать в песнях пейзаж, который окружает героев, и обстановку, которая подходила бы к их настроению:
Прекрасная луна

Поднялась над лесом

И движется, блистая,

Посреди неба.

Там она остается,

Озаряя лучами

И равнину, и лес.

Нежный веет ветерок,

И все кругом благоухает.

***
Мы пришли сюда,

В глубину леса, где

Никто не увидит,

Что мы пришли сделать.
Песнь № 7. Кай-Никте
Стихотворения № 1 и 13 связаны с обрядом xcolomche. Тексты № 2 и 11 — гимны, восхвалявшие приход утренней зари или восход солнца, а гимны 6, 9 и 10 восхваляют различные божества майя. Из них песня 10 перекликается с некоторыми легендами из «Чилам-Балама», а песня 6 посвящена празднику в честь наступления нового года. Не могут не привлечь внимание культовые обрядовые песнопения (№ 3 и 12), связанные с праздником прихода нового года. Так сложилось, что последние пять дней в году майя считали несчастливыми. А в песне № 8 мальчик-сирота оплакивает свою тяжкую судьбу.

### Анализ «Песен»
Большая часть стихотворений из «Песен из Ц’итбальче» относится к хоровой лирике, что объясняет их тесную связь с танцами и обрядами майя, более того, песнопение было их традиционным сопровождением. Произведения написаны простым и понятным языком с большим количеством параллелизмов — традиционного явления древней поэзии. Стихотворение эмоциональны и в то же время прямо и ярко выражены, образы в них чёткие и наглядные. Психологический анализ ещё был в новинку и практически не использовался. Основа произведений — показ внешнего проявления чувств и окружающей обстановки.
Стихотворный размер выявить не удаётся, так как в произведениях активно комбинируются различные размеры. Трохеический тетраметр, свойственный ацтекской поэзии, отсутствует в «Песнях из Ц’итбальче», что кажется исследователям необычным из-за доминирования ацтеков на полуострове в указанный период. Хотя всё же в некоторых моментах, таких как некоторая словарная специфика и религиозные представления, влияние Центрального плоскогорья всё же присутствует. Возможно, слабость влияния связана с явным отличием языков майя от ацтекского науатля.
Других источников ацтекской поэзии не сохранилось. Возможно, будущие исследования смогут выявить новые, доныне неисследованные моменты.

## Современность
В конце XX — начале XXI века на языках майя также создаются поэтические произведения.
Литература майя, в том числе поэзия, оказала определённое влияние на индеанистскую традицию в латиноамериканской литературе XX — начала XXI века. Так, мексиканский писатель Антонио Медис Болио (1884—1957) пересказал легенды майя по-испански в книге «Земля фазана и оленя» (исп. La tierra del faisán y del venado, 1922) в манере, напоминающей стиль майяской поэзии. Мексиканский поэт Хуан Дук Колелл (р. 1920) в сборнике стихов «Тексты и образы майя» затрагивает тематику майяского наследия. Гватемальский поэт Роберто Обрегон Моралес (1940—1970) использовал в своей лирике ряд мифообразов, восходящих к традициям майя (глина ассоциируется с землёй и человеческой плотью, лепка из глины — с творением жизни и самопознанием, вода и дождь — с мудростью, вопрошанием и воспоминанием).

### Русскоязычная
- Кинжалов Р. В. Литература, танцы и музыка. Часть 5. // Культура древних майя. — Л.: Наука, 1971. — 364 с.
- Кинжалов Р. В. «Песни из Ц’итбальче» как этнографический источник // Фольклор и этнография / ответственный редактор Б. Н. Путилов. — Л.: Ленинградское отделение издательства «Наука», 1970. — С. 83—90. — 257 с.
- Кнорозов Ю. В. Письменность индейцев майя / Ответственный редактор Д. А. Ольдерогге, Институт этнографии им. Н. Н. Миклухо-Маклая. — М.—Л.: Издательство Академии наук СССР, 1963. — 664 с.
- Кофман А. Ф. Литературы стран Центральной Америки: Гватемалы, Гондураса, Коста-Рики, Никарагуа, Панамы, Сальвадора // История литератур Латинской Америки. Книга 4. XX век: 20—90-е годы. Часть 1. — М.: ИМЛИ РАН, 2004. — С. 196—266.
- Тишков В. А., Ершова Г. Г. Песнопения майя (По материалам тетради Альфредо Барреры Васкеса) // Исторические судьбы американских индейцев: Проблемы индеанистики / Автор сборника — Тишков В. А.. — М.: Наука, 1985.

### На других языках
- Montejo V. Maya Intellectual Renaissance. Identity, Representation and Leadership. — Austin: University of Texas Press, 2005. — 236 с. — (The Linda Schele Series in Maya and Pre-Columbian Studies). — ISBN 0292709390.
- Mediz Bolio. Libro de Chilam Balara de Chumayel. Traduccion del idioma maya al castellano. — 1930.
Antonio Mediz Bolio. Libro de Chilam Balara de Chumayel. Traduccion del maya al castellano. — 1985. — 191 p. — ISBN 968-29-0278-9.
- Roys R. L. The Book of Chilam Balam of Chumayel. — 1933. — 292 p.
Roys R. L. The Book of Chilam Balam of Chumayel. — Nobel Press, 2012. — 292 p. — ISBN 978-5-8851-4443-8.
- Sanchez de Aguilar. Informe contra idolorum cultores del obispado de Yucatan. — Merida: Anales del Museo Nacional de Arqueologia, Historia y Etnografia. Secretaria de Educacion Publica., 1937. — Vol. 6.
- Barrera Vasquez[англ.]. El Libro de los cantares de Dzitbalche. — Mexico: National Institute of Anthropology and History[англ.], 1965.
- Cortés E. (ed.). Dictionary of Mexican literature. — Westport, Connecticut; London: Greenwood Press, 1992. — 768 p. — ISBN 0313262713.